# 邁丹-韋爾別齊基
49°21′55″N 27°46′59″E / 49.36528°N 27.78306°E
邁丹-韋爾貝茨基（烏克蘭語：Майдан-Вербецький）是位於烏克蘭西部的村莊，由赫梅利尼茨基州裡赫梅利尼茨基區的萊蒂奇夫市鎮負責管轄。該村始建於1620年，面積1.63平方公里，海拔高度314米，2001年人口301，人口密度每平方公里184.3人。